# Lely (Florida)
Lely ist ein census-designated place (CDP) im Collier County im US-Bundesstaat Florida. Das U.S. Census Bureau hat bei der Volkszählung 2020 eine Einwohnerzahl von 3.694 ermittelt.

## Geographie
Lely wird vom Tamiami Trail (U.S. 41, SR 90) tangiert und befindet sich 3 km südöstlich von Naples.

## Demographische Daten
Laut der Volkszählung 2010 verteilten sich die damaligen 3451 Einwohner auf 2651 Haushalte. Die Bevölkerungsdichte lag bei 1015 Einw./km². 92,9 % der Bevölkerung bezeichneten sich als Weiße, 3,6 % als Afroamerikaner, 0,2 % als Indianer und 1,1 % als Asian Americans. 1,5 % gaben die Angehörigkeit zu einer anderen Ethnie und 0,7 % zu mehreren Ethnien an. 6,0 % der Bevölkerung bestand aus Hispanics oder Latinos.
Im Jahr 2010 lebten in 10,9 % aller Haushalte Kinder unter 18 Jahren sowie 60,0 % aller Haushalte Personen mit mindestens 65 Jahren. 53,4 % der Haushalte waren Familienhaushalte (bestehend aus verheirateten Paaren mit oder ohne Nachkommen bzw. einem Elternteil mit Nachkomme). Die durchschnittliche Größe eines Haushalts lag bei 1,85 Personen und die durchschnittliche Familiengröße bei 2,44 Personen.
10,4 % der Bevölkerung waren jünger als 20 Jahre, 10,7 % waren 20 bis 39 Jahre alt, 23,5 % waren 40 bis 59 Jahre alt und 55,5 % waren mindestens 60 Jahre alt. Das mittlere Alter betrug 63 Jahre. 45,9 % der Bevölkerung waren männlich und 54,1 % weiblich.
Das durchschnittliche Jahreseinkommen lag bei 59.898 $, dabei lebten 4,3 % der Bevölkerung unter der Armutsgrenze.
Im Jahr 2000 war Englisch die Muttersprache von 94,06 % der Bevölkerung, spanisch sprachen 5,13 % und 0,81 % sprachen italienisch.